# Антисегнетоэлектричество
А́нтисегне́тоэлектри́чество — физическое явление, заключающееся в том, что в некоторых кристаллах в определённом интервале температур у рядом стоящих ионов кристаллической решётки электрические дипольные моменты ориентированы антипараллельно, диполи каждой ориентации образуют взаимопроникающие подрешетки, примерно аналогичные решетке типа шахматной доски, в то время как для сегнетоэлектриков они ориентированы параллельно. Упорядочивание диполей аналогично явлению антиферромагнетизма  имеющее ту же физическую природу, что и сегнетоэлектричество.
Переход к антисегнетоэлектрическому состоянию наступает при снижении температуры кристалла до некоторого значения, называемого антисегнетоэлектрической точкой Кюри или температурой Нееля.
При наложении внешнего электрического поля в материале возникает слабая поляризация. При этом максимум диэлектрической проницаемости материала наблюдается в точке Кюри. При достаточно сильных полях антисегнетоэлектрик может перейти в сегнетоэлектрическое состояние. Это приводит к наблюдению так называемых двойных петель гистерезиса на графике P(E), где P — поляризованность диэлектрика, E — напряжённость внешнего поля.
Наиболее известным и часто используемым антисегнетоэлектриком с кристаллической структурой типа перовскита является цирконат свинца ({\displaystyle {\ce {PbZrO3}}}). Также антисегнетоэлектриком является гафнат свинца ({\displaystyle {\ce {PbHfO3}}}). Эти соединения используются при производстве электрических конденсаторов в качестве диэлектрика.